# 火炬薑
火炬薑，又稱瓷玫瑰、薑荷花等，是薑科多年生草本植物，原產於泰國、馬來西亞和新幾內亞。 其艷麗的粉紅色花朵可用於裝飾。

## 描述
該物種以假莖的形式生長，從根莖長出第一片葉子大約需要18-22天。多葉枝條持續約70天，可能達到3-4公尺高。其葉子較堅韌，長約3英尺（0.91）長，中央有凹槽。

### 花
30天後，花蕾從新梢上長出，逐漸膨大並變成粉紅色，50多天後開花。花序由20-25層花苞片和3-4層不自生苞片組成，盛開時內部大約有90-120朵真花。